# Misión km 6
Misión kilómetro 6 es una pequeña localidad argentina del Departamento General José de San Martín, provincia de Salta.
El poblado se encuentra sobre a 4 km de la ciudad de Tartagal. La mayoría de la población pertenece a las comunidades chorote, tapieté y wichí.

## Población
Contaba con 946 habitantes (Indec, 2001), en el anterior censo de 1991 se la denominó como población rural dispersa.

## Defensa Civil

### Sismicidad
La sismicidad del área de Salta es frecuente y de intensidad baja, y un silencio sísmico de terremotos medios a graves cada 40 años.
- Sismo de 1930: aunque dicha actividad geológica catastrófica, ocurre desde épocas prehistóricas, el terremoto del 24 de diciembre de 1930 (94 años),[2] señaló un hito importante dentro de la historia de eventos sísmicos jujeños, con 6,4 Richter. Pero nada cambió extremando cuidados y/o restringiendo códigos de construcción.[1]
- Sismo de 1948: el 25 de agosto de 1948 (76 años) con 7,0 Richter, el cual destruyó edificaciones y abrió numerosas grietas en inmensas zonas[2][1]
- Sismo de 2010: el 27 de febrero de 2010 (15 años) con 6,1 Richter